# Eldir
En la mitología nórdica Eldir ("hombre del fuego") fue un sirviente del gigante amigo de los dioses llamado Ægir. Es mencionado en Lokasenna, Edda poética, donde Loki tiene una disputa verbal con los dioses durante una reunión en la morada del Ægir. En el principio de la obra se menciona que los invitados estaban muy conformes por la forma en que eran atendidos por los sirvientes y que estos cocinaban en una fogata de oro brillante. Cuando Loki llega al banquete, mata a uno de los sirvientes, llamados Fimafeng, y es conducido afuera por los dioses. Sin embargo Loki regresa y en la entrada se confronta con otro de los sirvientes, llamado Eldir y mantiene una disputa verbal con él, interrogándolo sobre qué estaban hablando los dioses en su ausencia. Tras lo cual regresa a la reunión e insulta a los dioses hasta ser expulsado de forma definitiva por Thor.
| Loki habló: 1. "Habla ahora, Eldir, \| ni un paso más te dejaré dar; ¿Que conversación aquí \| tienen dentro, los hijos de los gloriosos dioses?" Eldir habló: 2. "De sus armas hablaban, \| y de su poder en la guerra, Los hijos de los gloriosos dioses; De los dioses y los elfos \| que están reunidos aquí No encontrarás amigos en palabras." Loki habló: 3. "Adentro iré \| en el salón de Ægir, el banquete con dicha veré; Fardo y odio \| le traigo a los dioses, Y su hidromiel con veneno voy a mezclar." Eldir habló: 4. "Si tu vas \| al salón de Ægir, Y dicha en la fiesta verás, Y con calumnia y rencor \| salpicaré a los dioses, Piensa bien por temor a que ellos lo limpien en ti." Loki habló: 5. "Piensa tu, Eldir, \| si tu y yo Debemos enfrentarnos con rencorosas palabras; Más rico soy \| en palabras listas Si hablas demasiado conmigo." Lokasenna, estrofas 1-5, Edda poética |